# Haupa
Haupa — немецкая компания, производитель оборудования и инструментов для работы с кабелем. Штаб-квартира компании расположена в Ремшайде.

## История
Ханс-Удо Паас основал компанию в 1961 году в Ремшайде в Германии.  К 1974 году рынок сбыта продукции расширился и на Австрию, открывается представительство HAUPA Austria. В дальнейшем также были открыты:
- HAUPA Ibérica (в 1997 году в Испании)
- HAUPA Polska (в 2003 году в Польше),
- HAUPA Baltics (в 2004 году в Вильнюсе, Литва. Обслуживает рынок сбыта в Литве, Латвии и Эстонии)
- HAUPA S.E.E. d.o.o. (в 2005 году в Сараево, Босния и Герцеговина. Обслуживает  Словению, Хорватию, Боснию-Герцеговину, Сербию, Македонию и Косово)
- HAUPA-RU Ltd. (в 2009 году в Пскове, Россия)

В 2006 году основатель компании Ханс-Удо Паас передал управление бизнесом своему сыну Енсу-Оле Паасу. 

## Собственники и руководство
Основные владельцы компании: Ханс — Удо Паас
Председатель совета директоров компании: Енс — Оле Паас

## Деятельность
Производство профессиональных инструментов и аксессуаров для работы с кабелем и высоковольтной продукцией, а также стандартных инструментов.
- Инструменты и материалы для обработки кабелей: резка кабеля, удаление изоляции, обжим (с помощью ручного и гидравлического инструмента);
- Изолированные инструменты для работы в электрических установках до 1000 В и защитные средства в соответствии с международными нормами IEC0900:2004;
- Инструменты для обычных пользователей: плоскогубцы, отвёртки, пилы, молотки, ключи различных видов, сверла и наборы инструментов;
- Расходные материалы: кабельные наконечники, гильзы, стяжки, кабельные соединения алюминиевые, медные и двухкомпонентные, кабелепротяжные системы и втягивающие ленты;
- Аккумуляторные гидравлические прессовые инструменты;
- профессиональные прессовые инструменты.